# Oval Lake
Der Oval Lake (englisch für Ovaler See) ist ein See an der Ingrid-Christensen-Küste des ostantarktischen Prinzessin-Elisabeth-Lands. Er liegt 1,3 km nordöstlich des Club Lake auf der Breidnes-Halbinsel im Gebiet der Vestfoldberge.
Das Antarctic Names Committee of Australia benannte ihn 1973 deskriptiv nach seiner Form.